# Manuel Ezequiel Bruzual
Manuel Ezequiel Bruzual Veloz (Santa Marta, 1830 - Willemstad, 14 de agosto de 1868) fue un militar adscrito a las ideas liberales quien desempeñó el cargo de Ministro de Guerra y Marina durante el año 1864 y posteriormente, en el 1868 fue Presidente de Venezuela de forma provisional. Fue conocido con el sobrenombre del «Soldado sin Miedo»

## Biografía

### Primeros años
Nacido en Santa Marta (Colombia), hijo de padres venezolanos en el exilio, realizó estudios náuticos e ingresó en la Marina de Guerra venezolana durante el inicio de la administración del presidente José Tadeo Monagas. Joven fogoso de ideas liberales, con el grado de Capitán se incorporó al ejército del general Juan Crisóstomo Falcón desde el famoso desembarco en Palma Sola, el 24 de julio de 1859.

### Guerra Federal
Como militar adscrito a las ideas liberales, participa activamente en la Guerra Federal y combate en Santa Inés, Purereche, Buchivacoa, Barquisimeto y Portuguesa. En la batalla de Santa Inés es ascendido a general. Tras la muerte del general Ezequiel Zamora en el asedio de San Carlos asume la dirección militar de la Revolución Federal, convirtiéndose en Jefe de los Ejércitos del general Falcón, sustituyendo al general Zamora tanto en el mando oficial como en la relación afectiva con la tropa. Compartió el mando en la batalla de Buchivacoa el 26 de diciembre de 1862. Su valentía en el campo de batalla le ganó el apodo del «Soldado sin Miedo».

### Gobierno federalista

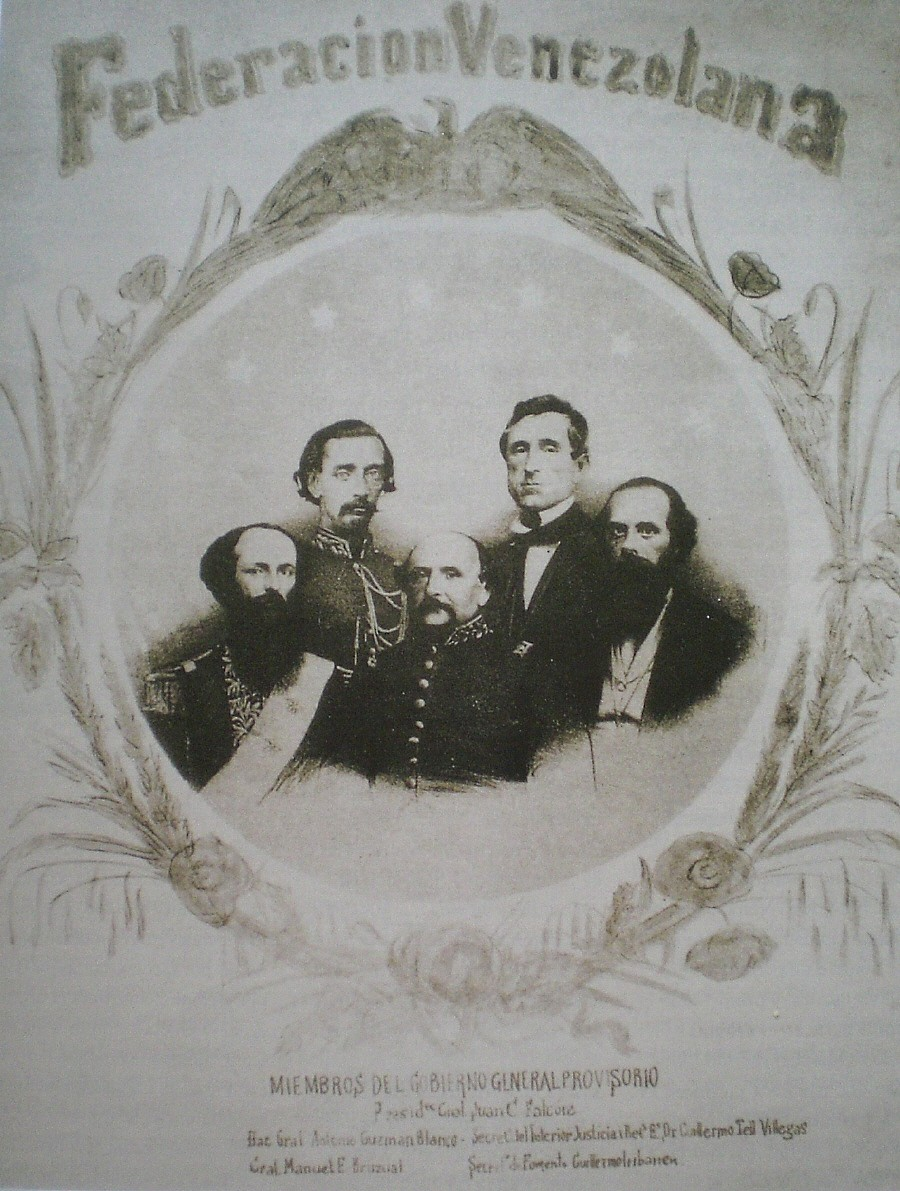
Afiche alusivo al gobierno provisional venezolano, tras el Triunfo de la Federación. Centro: Juan Crisóstomo Falcón, Izquierda: Antonio Guzmán Blanco, Derecha: Guillermo Tell Villegas. Atrás: Izquierda: Manuel Ezequiel Bruzual, Izquierda: Guillermo Iribarren.

Finalizada la Guerra Federal ascendió a Mayor General. Una vez instaurado el Gobierno Federalista presidido por el Mariscal Falcón es nombrado en 1864 Ministro de Guerra y Marina, cargo al cual renuncia poco después, al enfrentarse a Falcón para rescatar la memoria del general Ezequiel Zamora.

### Jefe del Estado Mayor del Ejército
Dos años más tarde es sacado de la cárcel donde lo había confinado el mismo Falcón y es designado Jefe del Estado Mayor del Ejército. El 6 de abril de 1868 se entrevista en Güigüe con el general Miguel Antonio Rojas, Jefe del Ejército del Pabellón Azul alzado en armas, y se conviene la suspensión de las hostilidades por el lapso de 15 días a fin de discutir un Tratado de Paz, el cual se firma, efectivamente, el 11 de mayo en Antímano.

### Presidente interino
En el ínterin, y como parte de los acuerdos de paz, renuncia el Mariscal Falcón y Bruzual se encarga interinamente de la Presidencia de la República el 25 de abril de 1868. Más tarde, el 19 de junio, se encuentra con el general José Tadeo Monagas, nuevo Jefe de la Revolución azul, pero no logra un acuerdo con este y las fuerzas del gobierno son derrotadas el 28 de junio de 1868: triunfa la Revolución Azul.

### Muerte
El presidente no pudo defender Caracas y perdiendo el poder, huyó con 300 hombres hacia Puerto Cabello donde buscó proseguir con la contienda. Allí se proclama en ejercicio de la Presidencia de la República y alista tropas para enfrentar el ejército enviado desde Caracas. José Ruperto Monagas inició el asedio a la ciudad el 6 de agosto de 1868 y, el 12, Bruzual fue herido gravemente por un francotirador enemigo. Derrotado logra huir a Curazao donde muere el 14 de agosto después de agonizar a causa de una gangrena. En Willemstad es mandado a ser enterrado por Falcón en una fosa común sin honores, acompañado por un hermano masón. En 1876 el General Antonio Guzmán Blanco ordena el traslado de sus restos a Venezuela para ser inhumados en el Panteón Nacional, nombrando una comisión presidida por su pariente Blas Bruzual.

## Honores
En 1876 el general Antonio Guzmán Blanco ordena el traslado de sus restos a Venezuela para ser enterrados en el Panteón Nacional, nombrando una comisión presidida por su pariente Blas Bruzual. Un municipio del estado Anzoátegui y otro del estado Yaracuy llevan su nombre, así como un pueblo del estado Apure (Bruzual) y una villa en el estado Portuguesa (Villa Bruzual).